# Първо робско въстание
Първото робско въстание се състои през 135 пр.н.е. – 132 пр.н.е. на остров Сицилия в град Ена, римската провинция Ахая.

## Ход на въстанието и последици
Начело на въстаналите роби през 136 пр.н.е. е техният вожд Евн. Към тях се присъединява през 136 пр.н.е. и киликиецът Клеон.
През 135 пр.н.е. робите се бият с войската на претор Марк Перперна, през 134 пр.н.е. против консул Гай Фулвий Флак и Публий Корнелий Сципион Емилиан Африкански, през 133 пр.н.е. с армията на Луций Калпурний Пизон Фруги. Едва през 132 пр.н.е. римляните с консул Публий Рупилий успяват да потушат въстанието. Евн е пленен и заведен в Рим, където скоро след това умира. 20 000 роби са хвърлени от скалите или разпънати на кръст.
През 130 пр.н.е. избухват и в други райони малки бунтове като в Делос, в Атика, Синуеса, Минтурнае и в западна Мала Азия.